# Inzolia
Inzolia är en grön vindruva som odlas på Sicilien och ger ganska kryddiga viner. Den används huvudsakligen som inblandningsdruva, bland annat till viner av druvan Viognier.